# Robert William Holley
Robert William Holley (ur. 28 stycznia 1922 w Urbana, zm. 11 lutego 1993 w Los Gatos) – amerykański biochemik, laureat Nagrody Nobla z dziedziny fizjologii lub medycyny w roku 1968 za wyjaśnienie istoty kodu genetycznego i ustalenie struktury tRNA.
W latach 1948–1969 profesor Cornell University w Ithace i Salk Institute for Biological Study w La Jolla (San Diego). Prowadził badania syntezy białek i kwasów nukleinowych. Za ustalenie struktury kwasu rybonukleinowego przenoszącego tRNA i niezależne wyjaśnienie istoty kodu genetycznego oraz jego roli w biosyntezie białka otrzymał w 1968 roku Nagrodę Nobla (razem z Harem Khoraną i Marshallem W. Nirenbergiem).